# ماریو دراگی
ماریو دراگی (ایتالیایی: Mario Draghi؛ زادهٔ ۳ سپتامبر ۱۹۴۷) کارآفرین، بانکدار، اقتصاددان، سیاست‌مدار و مدیر ارشد اجرایی اهل ایتالیا است، که از ۱۳ فوریه ۲۰۲۱ تا ۲۲ اکتبر ۲۰۲۲ نخست‌وزیر ایتالیا بوده است . او از سال ۲۰۱۱ تا ۲۰۱۹ به‌عنوان رئیس بانک مرکزی اروپا فعالیت می‌کرد.
دراگی که در تشبیه به یکی از قهرمانان بازی ویدئویی نینتندو، سوپر ماریو خوانده شده، طی هشت سال ریاست بر بانک مرکزی اروپا هدایت روند عبور اقتصاد کشورهای حوزه یورو از بحران مالی را در دست داشت. برخی تحلیلگران و مفسران او را عامل حفظ یورو، پول واحد اروپا، و کل منطقه یورو می‌دانند. هنگام آغاز ریاست دراگی بر بانک مرکزی اروپا در نوامبر ۲۰۱۱، بحران مالی یک مشکل جدی برای منطقه یورو بود. در اوج بحران، نگرانی‌هایی در مورد احتمال فروپاشی منطقه یورو وجود داشت.

## نخست وزیر ایتالیا

### تشکیل دولت

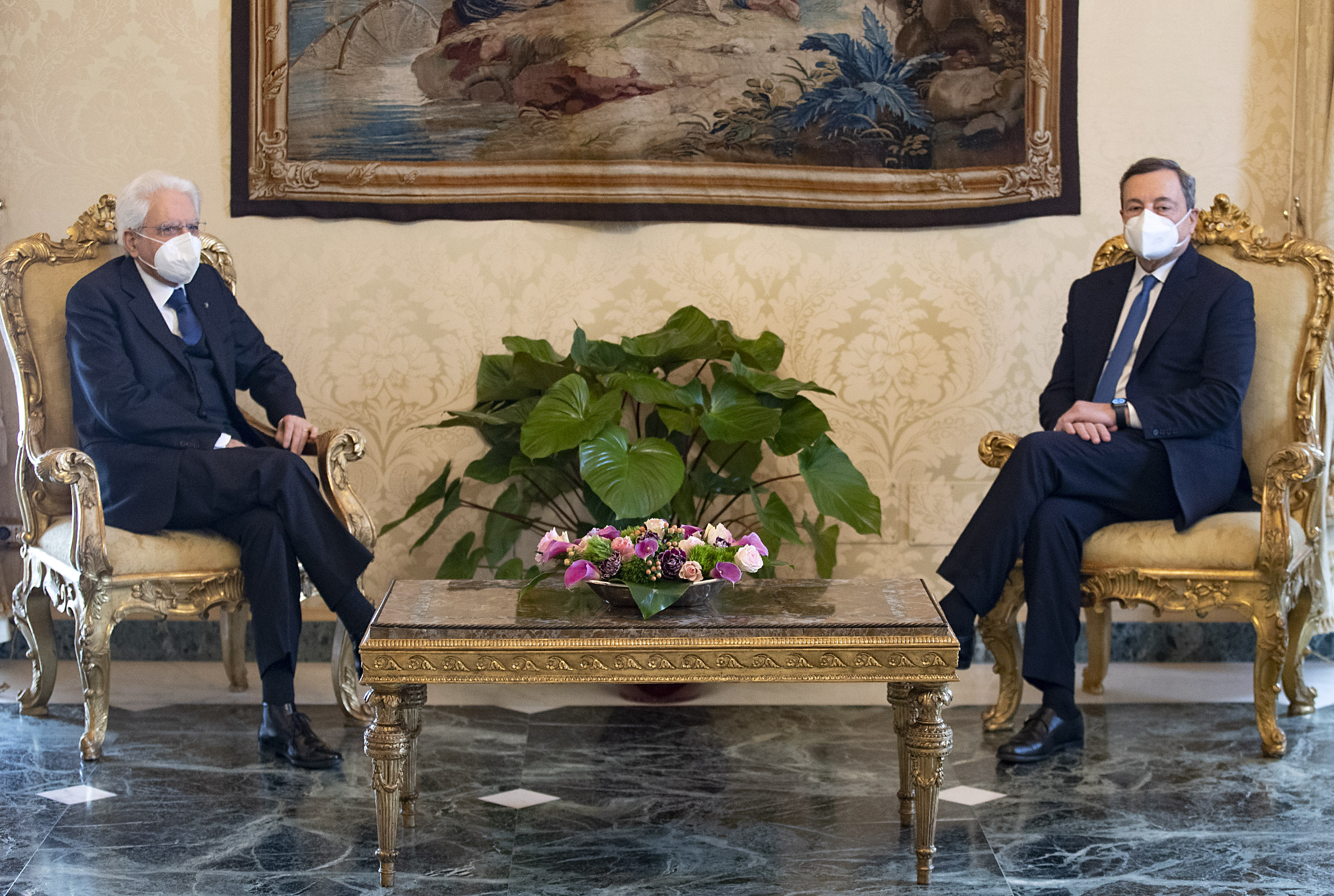
ماریو دراگی و رئیس جمهوری ایتالیا در کاخ کوئیرینال؛ ۳ فوریه ۲۰۲۱

از دسامبر ۲۰۲۰ تا ژانویه ۲۰۲۱، تنش هایی در میان دولت ائتلافی ایتالیا به وجود آمد که باعث شد جوزپه کونته و ماتئو رنتسی مواضع مخالفی در مدیریت دنیاگیری کووید-۱۹ و چگونگی مقابله با پیامدهای اقتصادی عمیق آن، اتخاذ کنند.  در ۱۳ ژانویه، رنتسی استعفای دو وزیر کابینه از حزب خود را اعلام کرد که در نهایت باعث فروپاشی دومین دولت کونته شد. سرانجام‌ در ۲۶ ژانویه، پس از روزها مذاکرات بی نتیجه با احزاب سیاسی، کونته استعفای خود را از سمت نخست وزیری به رئیس جمهور ماتارلا تقدیم کرد.
در ۲ فوریه ۲۰۲۱، پس از رایزنی‌های ناموفق بین احزاب سیاسی برای معرفی یک نامزد جایگزین، رئیس‌جمهور ماتارلا اعلام کرد که ماریو دراگی را به کاخ کوئیرینال دعوت خواهد کرد تا او را مامور تشکیل دولت کند. در روز بعد، دراگی مسئولیت تشکیل دولت جدید را پذیرفت و رایزنی با رهبران احزاب سیاسی را آغاز کرد.
سرانجام، در ۱۱ فوریه، اعضای جنبش پنج ستاره (M5S) حمایت این حزب از ماریو دراگی را تأیید کردند و ۵۹/۳ درصد از اعضای حزب به پیوستن به دولت جدید رأی مثبت دادند.
در ۱۲ فوریه، دراگی اعضای کابینه خود را معرفی کرد که شامل نمایندگانی از تمام احزاب سیاسی، از جمله ۹ وزیر از کابینه سابق، و همچنین تکنوکرات‌های مستقل بود.  روز بعد، ماریو دراگی به عنوان نخست وزیر سوگند یاد کرد.  کابینه دراگی در همان ابتدای اعلام آن به عنوان یک دولت وحدت ملی توصیف شد.

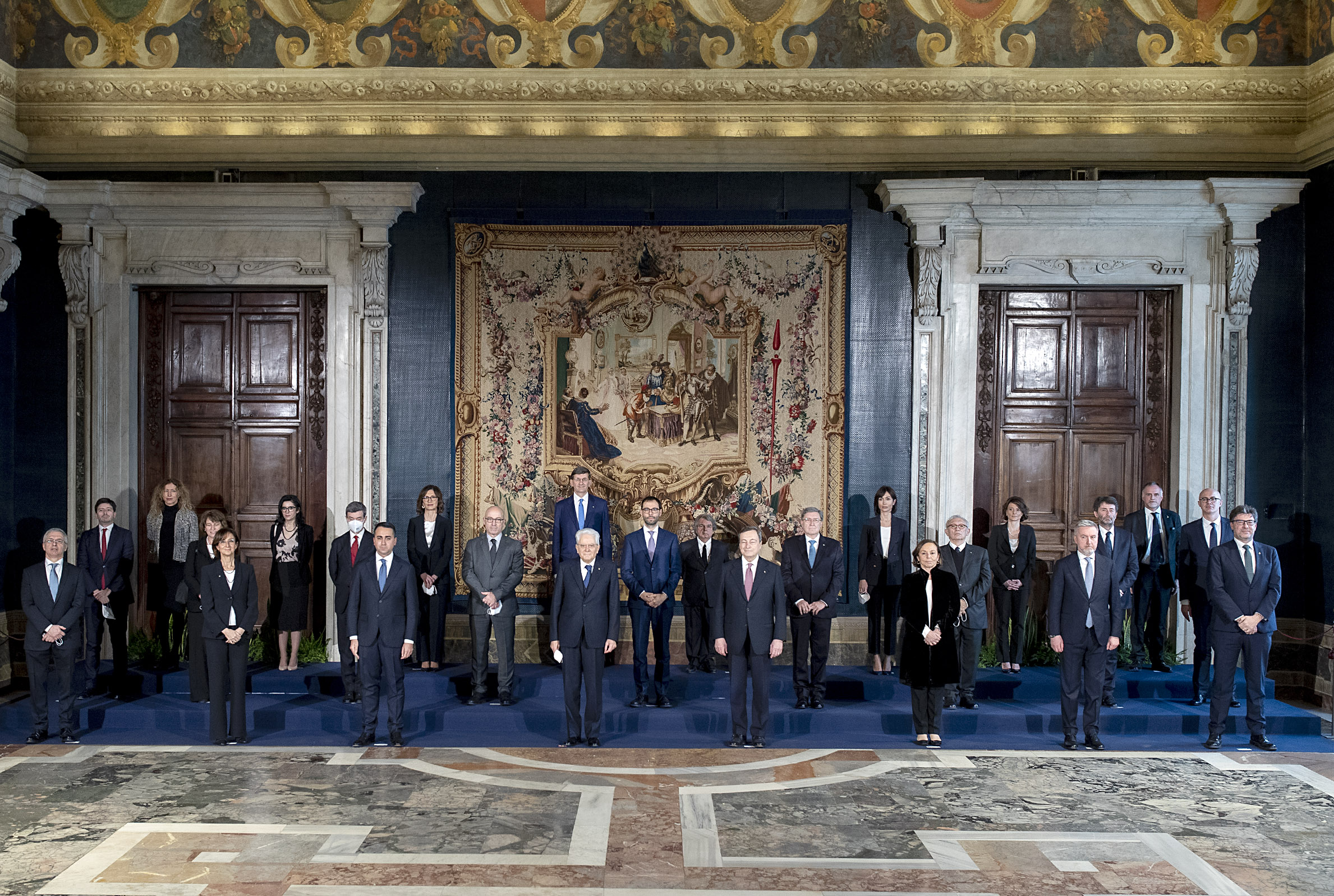
دراگی و کابینه اش در کاخ کوئیرینال

در ۱۷ فوریه، دراگی و کابینه اش با ۲۶۲ رای موافق، ۴۰ رای مخالف و ۲ رای ممتنع، از سنا رای اعتماد گرفتند.  سپس او با ۵۳۵ رای موافق، ۵۶ رای مخالف و ۵ رای ممتنع، رای اعتماد مجلس نمایندگان را کسب کرد.

### دنیاگیری کووید-۱۹

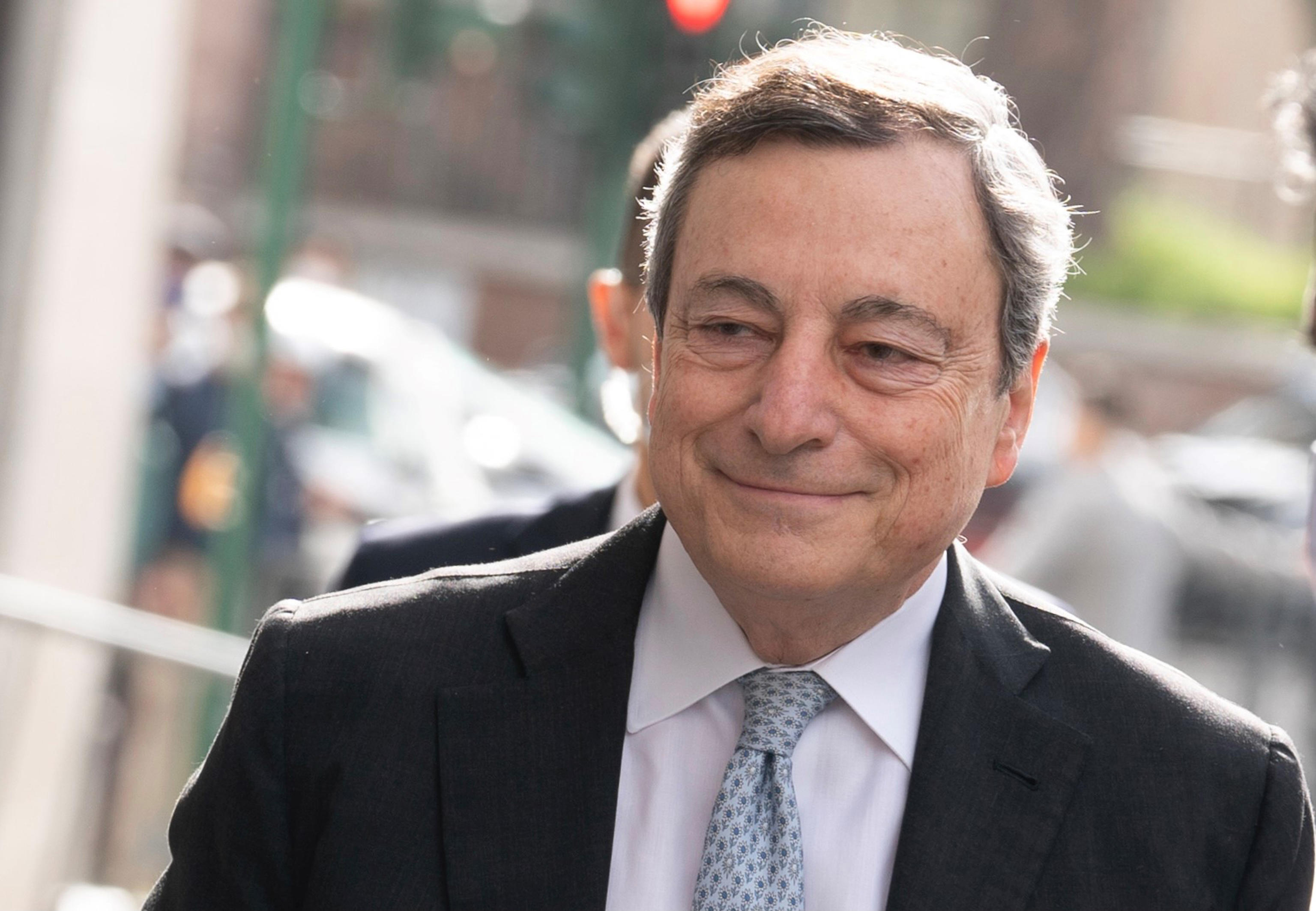
ماریو دراگی در مه ۲۰۲۱

ماریو دراگی مدت کوتاهی پس از نخست‌وزیر شدن، در یک سخنرانی خطاب به مردم ایتالیا اعلام کرد که اولویت دولت او برنامه‌ریزی و طراحی یک نقشه راه برای مدیریت دنیاگیری کووید-۱۹ و خروج از وضعیت اضطراری است. او متعهد شد که واحدها و نهاد های واکنش به همه‌گیری را در کشور مجدد سازماندهی کند.
دراگی پس از گفتگو با رئیس کمیسیون اروپا، اورسولا فون در لاین، اعلام کرد که با اولویت بندی واکسن های تولید شده در ایتالیا برای توزیع بین جمعیت اتحادیه اروپا موافقت کرده است.
در ۱۵ مارس ۲۰۲۱، دولت دراگی بیشتر مناطق ایتالیا را تحت شرایط «قرنطینه کامل» قرار داد. این قرنطینه سراسری در پاسخ به افزایش موارد ابتلا به کووید-۱۹ و با تعطیلی مشاغل غیر ضروری و محدودیت سفرها همراه بود. برخلاف قرنطینه سراسری سال ۲۰۲۰، کارخانه‌ها و برخی از مشاغل ضروری اجازه داشتند باز بمانند.
دراگی با اعلام این قرنطینه سراسری، قول داد که ایتالیا برنامه واکسیناسیون خود را در ماه آوریل سه برابر خواهد کرد و تا آن زمان، تزریق روزانه به ۵۰۰ هزار نفر در روز خواهد رسید.  در همین زمان، محبوبیت دراگی به عنوان نخست وزیر در نظرسنجی ها به بالاترین حد خود یعنی ۶۳ درصد رسید.

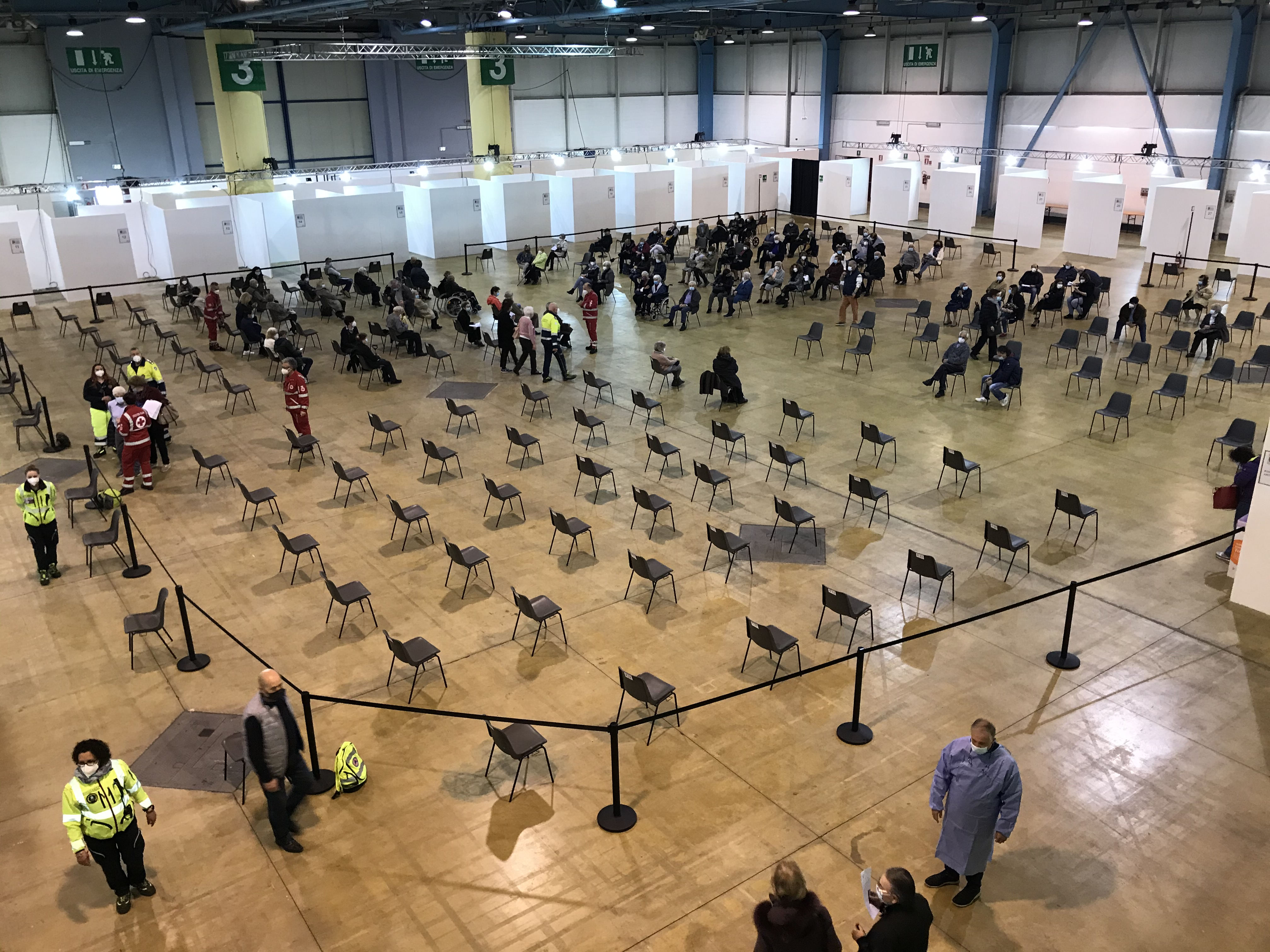
مرکز واکسیناسیون کووید-۱۹ در شهر وارزه

### سیاست خارجی

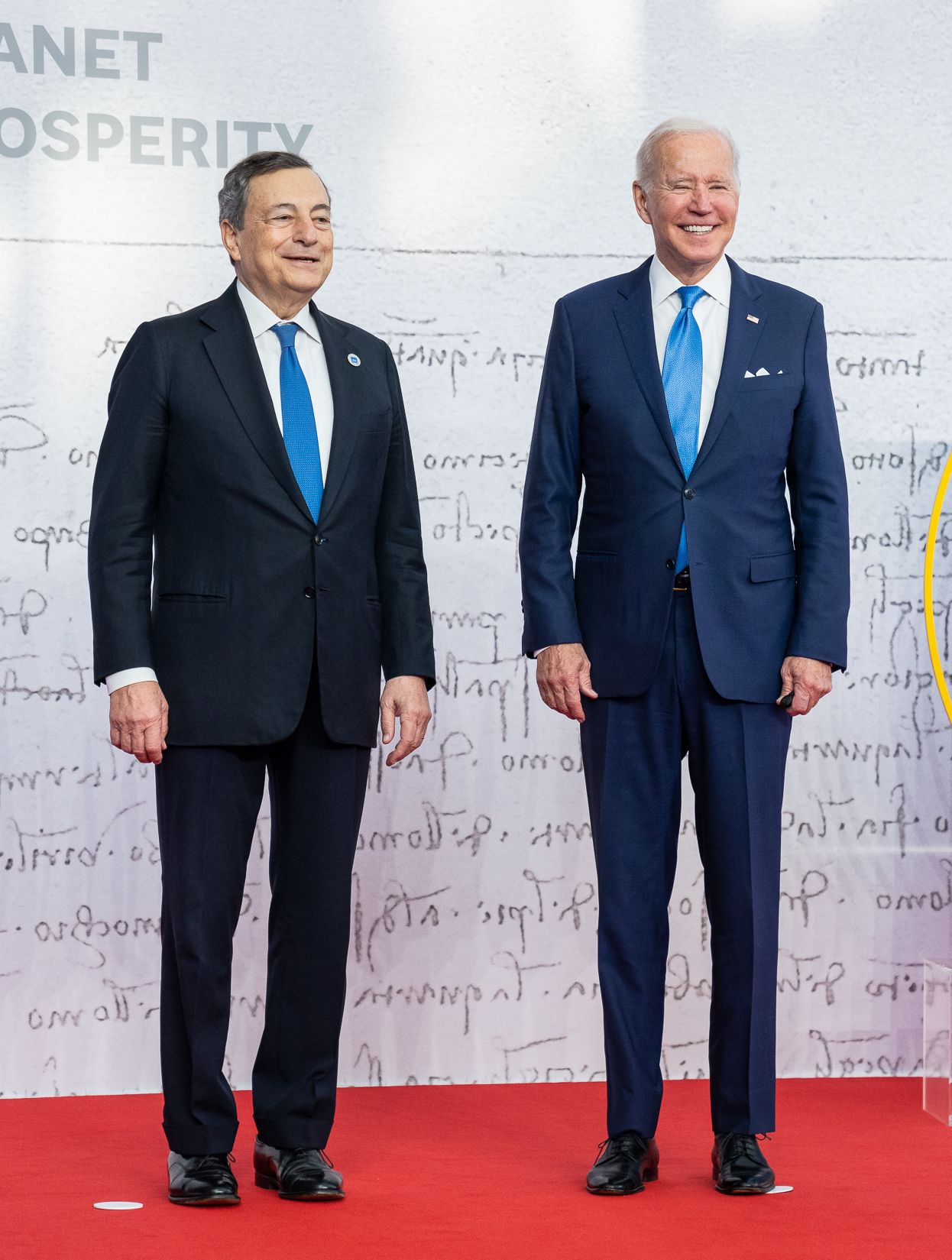
دیدار ماریو دراگی با جو بایدن، رئیس جمهور ایالات متحده در رم

دراگی از آغاز نخست‌وزیری خود، سیاست خارجی فعالی را با تمرکز بر دریای مدیترانه ، شمال آفریقا و خاورمیانه به منظور افزایش نفوذ ایتالیا در این منطقه اجرا کرد. در ۶ آوریل ۲۰۲۱، ماریو دراگی در اولین سفر بین المللی خود از لیبی بازدید کرد. او طی این سفر با عبدالحمید دبیبه ملاقات کرد و گفت که می خواهد روابط خود را با این کشور عربی تقویت کند.  از این سفر به عنوان تلاشی برای کاهش نفوذ ترکیه و مصر بر لیبی پس از جنگ داخلی یاد می شود.

در ژوئن ۲۰۲۱، دراگی برای اولین بار در اجلاس گروه هفت، در شهر کورن‌وال در بریتانیا شرکت کرد. در این جلسه، دراگی گفتگو ها پیرامون اتخاذ استراتژی مناسب برای اجتناب از واکنش‌های نامطلوب بازار به مخارج محرک را رهبری کرد. در جریان این اجلاس، دراگی دیداری دوجانبه با جو بایدن، رئیس جمهور ایالات متحده داشت. در این دیدار دراگی از بایدن تمجید کرد و گفت که او روابط بین اتحادیه اروپا و ایالات متحده را بهبود بخشیده است.

در آگوست ۲۰۲۱، پس از خروج نیروهای ناتو از افغانستان در بحبوحه حملات طالبان، دولت ایتالیا در عملیات تخلیه کابل شرکت کرد. در عملیات «آکویلا اومنیا» نزدیک به ۵هزار افغان توسط نیروهای مسلح ایتالیا از افغانستان خارج و به ایتالیا آورده شدند.

## زندگی شخصی

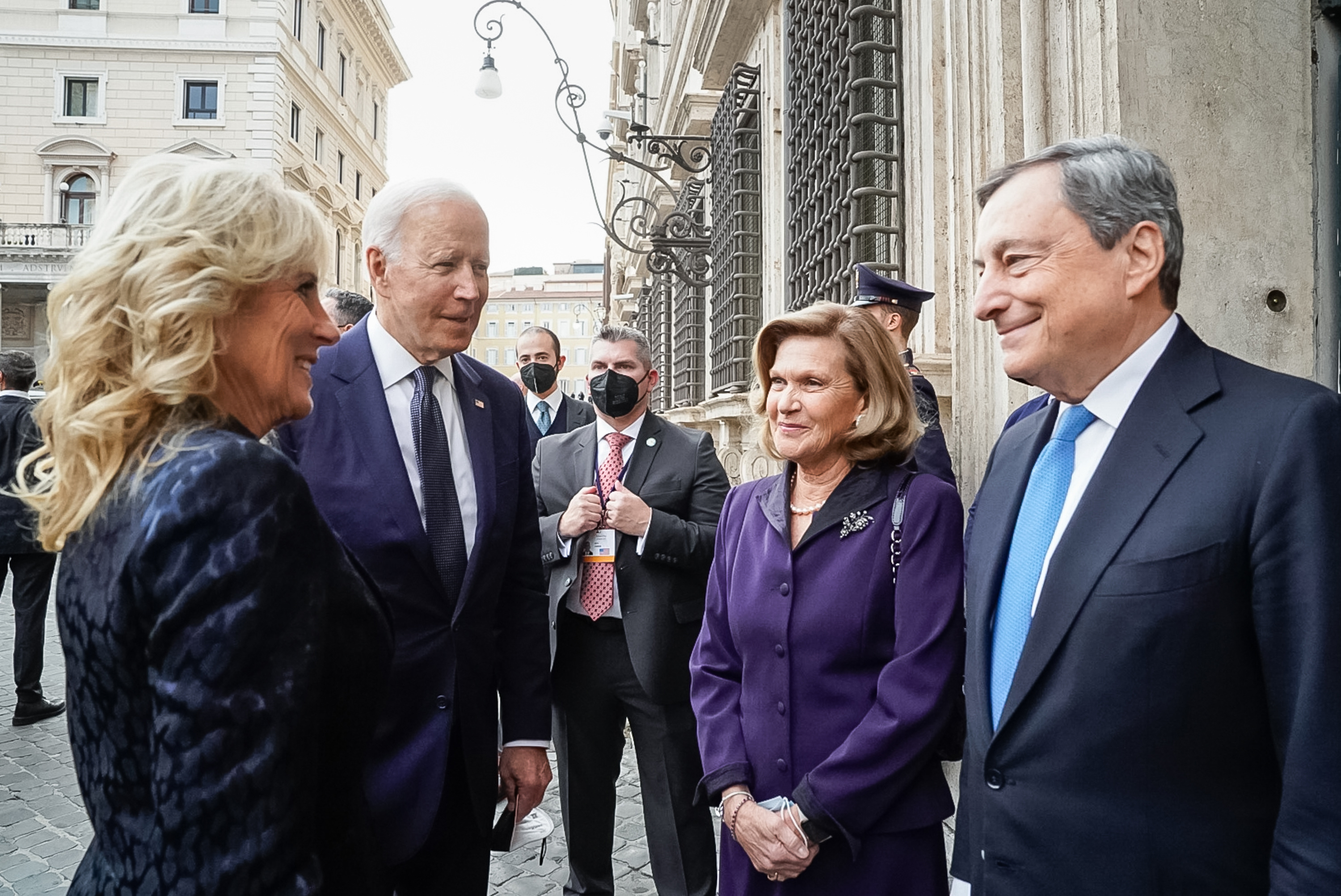
دراگی و همسرش به همراه جیل بایدن و جو بایدن

ماریو دراگی در سال ۱۹۷۳ با ماریا سرنلا کاپلو ازدواج کرد. حاصل این ازدواج دو فرزند است.